# Velilla del Río Carrión
Pour les articles homonymes, voir Velilla (homonymie).
Velilla del Río Carrión est une commune d'Espagne de la province de Palencia dans la communauté autonome de Castille-et-León. Elle fait partie de la comarque naturelle de Montaña Palentina.
Elle est située à 100 km de Palencia, et est connue pour ses monuments romains et romans.
Ses sources du Ier siècle av. J.-C., les Fuentes Tamáricas sont connues pour se remplir et se vidanger seules. À côté de la commune se trouve la centrale thermique de Velilla.

## Patrimoine

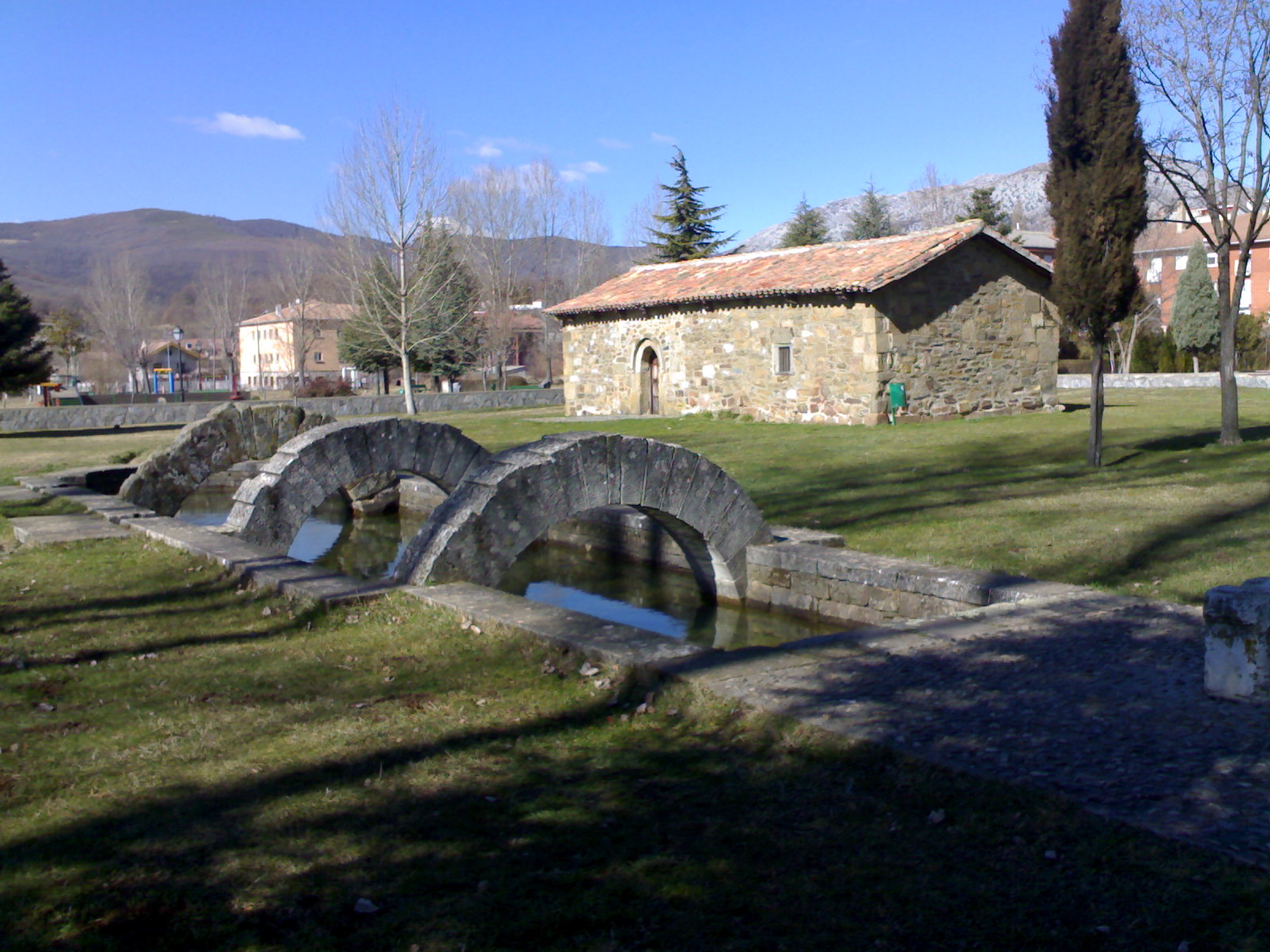
Les Fuentes Tamáricas, Velilla del Río Carrión.

## Célébrités
- Mara Santos (1969), céiste.